# Compsoptera punctata
Compsoptera punctata là một loài bướm đêm trong họ Geometridae.